# گئورگی مارتیروسیان
گئورگی کنستانتینوویچ مارتیروسیان (به روسی:Георгий Константинович Мартиросиан)(به ارمنی:Գևորգ Կոստանդինի Մարտիրոսյան)(همچنین به صورت مارتیروسیان نوشته می‌شود)(زادهٔ حدود ح. ۱۸۹۵) یک مورخ محلی ارمنی‌تبار بود. تک‌نگاری او با عنوان تاریخ اینگوشیا که در سال ۱۹۳۳ منتشر شد، یکی از آثار پرارجاع در مطالعات مدرن تاریخ اینگوش است.

## زندگی‌نامه
گئورگی در سال ۱۸۹۵ در تفلیس، مرکز اداری استان تفلیس در امپراتوری روسیه، در یک خانواده ارمنی‌تبار به دنیا آمد.
در سال ۱۹۲۴، به‌عنوان یکی از اعضای انجمن علمی مؤسسه آموزشی کوهستانی، گئورگی در یادداشتی مختصر کتاب‌شناختی، تلاش کرد دانش موجود دربارهٔ روزنامه‌ها و مجلات محلی را خلاصه کند:
رویدادهای زیادی در زندگی ولادی‌قفقاز رخ داده است و نمی‌توان از تمایل به خلاصه کردن نتایج کلی و اولیه مطبوعات دوره‌ای این شهر اجتناب کرد. مطبوعاتی که، به خوبی یا بد، ردپایی از زندگی اقتصادی محلی و طوفان‌های سیاسی که این منطقه را درنوردید، بر جای گذاشته‌اند. تأسیس نخستین نشریه دوره‌ای در ولادی‌قفقاز به زمان پس از پایان جنگ قفقاز بازمی‌گردد.
او به‌عنوان دستیار و سپس دانشیار در مؤسسه کشاورزی کوهستانی در ولادی‌قفقاز فعالیت کرد و همچنین معاون مدیر مؤسسه تحقیقاتی تاریخ محلی اینگوش بود.
در سال ۱۹۳۵ دستگیر و به کولیما تبعید شد. در ۸ مارس ۱۹۳۸، کمیساریای خلق در امور داخلی برای دال‌استروی او را به اتهام مشارکت در فعالیت‌های یک سازمان شورشی ضدانقلابی به اعدام محکوم کرد. این حکم در ۱۰ مارس در قلمرو منطقه مدرن ماگادان اجرا شد. در ۷ سپتامبر ۱۹۵۶، درحالی که او کشته شده بود تبرئه شد.

## آثار
- Martirosian, G. K. (1912). О культурно-просветительных обществах «Вестника знания» [دربارهٔ انجمن‌های فرهنگی و آموزشی «بولتن دانش»] (به روسی). ولادی‌قفقاز: چاپ الکترو-تیپوگرافی آ.اف.ام. گابیسوف. pp. 1–16.
- Martirosian, G. K. (1918). "Светлый праздник (К открытию Политехнического Института)" [جشن روشن (برای افتتاح مؤسسه پلی‌تکنیک)]. Narodnaya vlast (به روسی). No. 179. ولادی‌قفقاز.
- Martirosian, G. K. (1918). "Торжественное открытие Политехнического Института" [افتتاح بزرگ مؤسسه پلی‌تکنیک]. Narodnaya vlast (به روسی). No. 176. ولادی‌قفقاز.
- Martirosian, G. K. (1922). Богатства Терского Края [ثروت‌های منطقه ترک] (به روسی). ولادی‌قفقاز. pp. 1–8.
- Martirosian, G. K. (1924). Фабрично-заводская промышленность на Тереке [صنعت کارخانه‌ای در ترک] (به روسی). ولادی‌قفقاز: Vlad. gub. otd. nar. obr. pp. 1–112.
- Martirosian, G. K. (1924). "Владикавказская периодическая печать" [مطبوعات دوره‌ای ولادی‌قفقاز]. Сб. научного общества при Горском педагогическом институте [مجموعه‌ای از انجمن علمی در مؤسسه آموزشی کوهستانی] (به روسی). ولادی‌قفقاز: Izd. Nauchnogo obshchestva etnogr. yaz. i literatury pri Gorskom pedagogicheskom in-t.
- Martirosian, G. K. (1925). Социально-экономические основы революционных движений на Тереке [پایه‌های اجتماعی-اقتصادی جنبش‌های انقلابی در ترک] (به روسی). ولادی‌قفقاز: چاپخانه اینگوش "سوت". pp. 1–112.
- Martirosian, G. K. (1928). "Нагорная Ингушетия: Социально-экономический очерк" [اینگوشیای کوهستانی: مقاله‌ای اجتماعی-اقتصادی]. Izv. Ing. nauchno-issledovatelskogo in-t kraevedeniya (به روسی). ولادی‌قفقاز: Izd-vo Ing. nauchno-issledovatelskogo in-t kraevedeniya. 1: 1–154.
- Martirosian, G. K. (1928). "Ингушетия в административном отношении" [اینگوشیا از نظر اداری]. Izv. Ing. nauchno-issledovatelskogo in-t kraevedeniya (به روسی). ولادی‌قفقاز: Izd-vo Ing. nauchno-issledovatelskogo in-t kraevedeniya. 1.
- Martirosian, G. K. (1929). Колхозное строительство в ингушской деревне [ساخت‌وساز مزارع اشتراکی در روستای اینگوش] (به روسی). ولادی‌قفقاز. pp. 1–29.
- Martirosian, G. K. (1929). Терская область в революции 1905 года [منطقه ترک در انقلاب سال ۱۹۰۵] (به روسی). ولادی‌قفقاز: Tipo-foto-tsinkografia. pp. 1–118.
- Martirosian, G. K. (1930). Революционное движение в войсках Терской области в 1905 г. : (материалы) [جنبش انقلابی در نیروهای منطقه ترک در سال ۱۹۰۵: (مواد)] (به روسی). ولادی‌قفقاز: Tipo-foto-tsinkografia izd-va "Rastdzinnad". pp. 1–10.

## ارزیابی
مریم دولگیوا، ماگومد کارتوئف، نوردین کودزویف و تیمور ماتایف:
بسیاری از این آثار تا به امروز اهمیت علمی خود را حفظ کرده‌اند و در میان پرارجاع‌ترین منابع در مطالعات مدرن دربارهٔ تاریخ اینگوشیا قرار دارند. از جمله این آثار می‌توان به تاریخ اینگوشیا و دیگر آثار جی. کِی. مارتیروسیان اشاره کرد، یکی از کارکنان مؤسسه تحقیقات اینگوش [...]
مکا آل‌بوگاچیووا، والری تیشکوف، لیوبوف سولووِوا:
در سال ۱۹۳۳، جی. کِی. مارتیروسیان در کتاب تاریخ اینگوشیا به موضوع اینگوش پرداخت و مراحل تاریخ قومی، جنبه‌های مختلف فرهنگ مادی، معنوی و ویژگی‌های توسعه اجتماعی-اقتصادی اینگوشیا را با جزئیات بررسی کرد.